# Mesarchaea
Mesarchaea là một chi nhện trong họ Mecysmaucheniidae.